# Canon alexandrin
 (février 2010).
Améliorez-le ou discutez des points à vérifier. 
Le Canon alexandrin ou classification alexandrine est une liste apparemment rédigée à l'origine par les philologues d'Alexandrie Aristophane de Byzance et Aristarque de Samothrace au début du IIIe siècle av. J.-C., et citée par Quintilien au Ier siècle apr. J.-C.

## Contenu
Cette liste aurait eu pour objectif de sélectionner (ou approuver, admettre) les auteurs grecs les plus remarquables par la pureté de leur langue, à une époque où, selon les grammairiens alexandrins, la langue grecque est menacée[réf. nécessaire].
Selon Rudolf Pfeiffer, c'est seulement en 1768 que l'expression, abusive, de Canon alexandrin a renvoyé à une liste d'environ 80 auteurs classiques à étudier. De fait, le Canon a aidé à préserver les auteurs classiques qu'il contient mais, par un effet pervers, il a également plongé dans l'oubli les auteurs qui n'y figurent pas, qualifiés de mineurs, et qui auraient pourtant présenté beaucoup d'intérêt pour les historiens d'aujourd'hui.[réf. nécessaire]
Ce Canon influence encore beaucoup l'apprentissage du grec ancien à l'heure actuelle. Par exemple, les jeunes hellénistes apprennent toujours l'art oratoire classique dans la compilations de discours des « orateurs attiques », une autre liste, souvent confondue depuis le XVIIIe siècle, que le pseudo-Plutarque aurait reprise de Caecilius de Calé Acté.

## Composition
Le Canon est constitué comme suit :
- Poètes épiques
  - Homère
  - Hésiode
  - Pisandre
  - Panyasis
  - Antimaque de Colophon
- Poètes iambiques
  - Archiloque
  - Sémonide d'Amorgos
  - Hipponax
- Poètes lyriques
  - Alcman
  - Alcée de Mytilène
  - Sappho
  - Stésichore
  - Pindare
  - Bacchylide de Céos
  - Ibycos
  - Anacréon
  - Simonide de Céos
- Poètes élégiaques
  - Callinos
  - Mimnerme
  - Philétas
  - Callimaque de Cyrène
- Poètes tragiques
  - Première classe
    - Eschyle
    - Sophocle
    - Euripide
    - Ion de Chios
    - Achaïos d'Érétrie
    - Agathon

  - Deuxième classe (Pléiade tragique)
    - Alexandre l'Étolien
    - Philiscos de Corcyre
    - Sosithée
    - Homère le Jeune
    - Éantide
    - Sosiphane
    - Lycophron de Chalcis
- Poètes comiques
  - Comédie ancienne
    - Épicharme
    - Cratinos
    - Eupolis
    - Aristophane
    - Phérécrate
    - Platon le Comique

  - Comédie moyenne
    - Antiphane
    - Alexis le Comique

  - Nouvelle comédie
    - Ménandre
    - Philippidès le Comique
    - Diphile
    - Philémon
    - Apollodore de Caryste
- Historiens
  - Hérodote
  - Thucydide
  - Xénophon
  - Théopompe
  - Éphore de Cumes
  - Philistos
  - Anaximène de Lampsaque
  - Callisthène
- Orateurs (les orateurs attiques)
  - Antiphon
  - Andocide
  - Lysias
  - Isocrate
  - Isée
  - Eschine
  - Lycurgue
  - Démosthène
  - Hypéride
  - Dinarque
- Philosophes
  - Platon
  - Xénophon
  - Eschine
  - Aristote
  - Théophraste
- Pléiade poétique
  - Apollonios de Rhodes
  - Aratos de Soles
  - Philiscos de Corcyre
  - Homère le Jeune
  - Lycophron de Chalcis,
  - Nicandre de Colophon
  - Théocrite